# Bill Nelson
Bill Nelson, właśc. Clarence William Nelson (ur. 29 września 1942 w Miami) – amerykański polityk, senator reprezentujący stan Floryda z ramienia Partii Demokratycznej. Administrator NASA od 3 maja 2021.
Studiował na Uniwersytecie Yale (w New Haven) oraz prawo na Uniwersytecie Wirginii (w Charlottesville). Studia na pierwszej uczelni ukończył w 1965, zaś na tej drugiej w 1968. Ponadto służył w rezerwie armii amerykańskiej w latach 1965–1971, a w służbie czynnej od 1968 do 1970.
Pracował jako prawnik zanim wybrano go do stanowej Izby Reprezentantów, gdzie zasiadał w latach 1972–1979. Potem wybrano go do Izby Reprezentantów USA. Jego kadencja kongresowa trwała od 1979 do 1991.
W tym czasie Nelson został drugim w historii (i pierwszym z Izby) członkiem Kongresu, który wziął udział w misji kosmicznej. Miało to miejsce w 1986, kiedy to był specjalistą na wahadłowcu Columbia (lot STS-61-C). Jego zadaniem było poznanie „od podszewki” problemów związanych z realizacją programu STS. Ponadto powierzono mu obsługę aparatury do doświadczeń nad krystalizacją prostych białek.
Podczas prawyborów demokratycznych w 1990 ubiegał się o stanowisko gubernatora Florydy, ale przegrał z byłym senatorem Lawtonem Chilesem, który z kolei pokonał urzędującego republikańskiego gubernatora Boba Martineza.
Zamiast tego Nelson pełnił w latach 1995–1999 urząd stanowego komisarza ds. handlu.
W wyborach w 2000 ówczesny republikański senator Connie Mack III nie ubiegał się o ponowny wybór i jego miejsce zajął Nelson, pokonując ówczesnego republikańskiego kongresmena Billa McColluma.
Zdobył kolejną kadencję w wyborach w 2006. Jego przeciwniczką z ramienia republikanów była kongresmen i poprzednia sekretarz stanu, Katherine Harris. Przez całą kampanię Nelson miał wyraźną przewagę w sondażach i ostatecznie pokonał ją stosunkiem głosów 60% do 38%.
W wyborach w 2012 został wybrany na trzecią z rzędu kadencję w Senacie.
W wyborach w 2018 został pokonany przez (urzędującego w latach 2011–2019) republikańskiego gubernatora Florydy Ricka Scotta, stosunkiem głosów 50,05% do 49,93%. Zakończył urzędowanie 3 stycznia 2019.
3 maja 2021 Bill Nelson został powołany na stanowisko administratora NASA przez prezydenta Joe Bidena.
Stowarzyszenie Uczestników Lotów Kosmicznych (Association of Space Explorers) przyznało mu Universal Astronaut Insignia za lot orbitalny (nr 199).